# عرقان عوض
عرقان عوض هي قرية فلسطينية من قرى وخرب مدينة دورا في محافظة الخليل، تقع غرب مدينة الخليل، وإلى الغرب من مدينة دورا وتبعد عنها حوالي 3 كليو متر، وترتفع عن سطح البحر حوالي 800 متر، أراضيها تقع ضمن الحوض الطبيعي لأراضي دورا رقم ( 4)، يحدها من الشمال واد قورا وطاروسة ،ومن الجنوب خربة واضح، ومن الغرب أراضي دير سامت والسيمياء وأراضي العابد، ومن الشرق أراضي دورا. 

## الأراضي والسكان
- تستمد خدمات الكهرباء والمياه من بلدية دورا، عدد السكان ضمن سجل إحصاء مدينة دورا.[5]

- تشرف على الساحل الفلسطيني كونها مرتفعة تتربع على مقدمة جبال دورا .[6]

- تحوي آثار قديمة ومغر وممرات، وبقايا أبنية وأعمدة تعود إلى حقب وأزمان مختلفة.[7]